# Thaleia Dampali
Thaleia Dampali (grekiska: Θάλεια Δαμπάλη), född 10 december 2007, är en grekisk konstsimmare.

## Karriär
I augusti 2023 vid junior-EM i Funchal var Dampali en del av Greklands lag som tog brons i det fria lagprogrammet.
I juni 2024 vid EM i Belgrad var Dampali en del av Greklands lag som tog guld i det fria lagprogrammet samt silver i både det tekniska lagprogrammet och det akrobatiska lagprogrammet. I juni och juli 2024 vid junior-EM i Cottonera var hon även en del av Greklands lag som tog silver i både det tekniska lagprogrammet och det akrobatiska lagprogrammet samt brons i det fria lagprogrammet.